# Jörn Pfennig

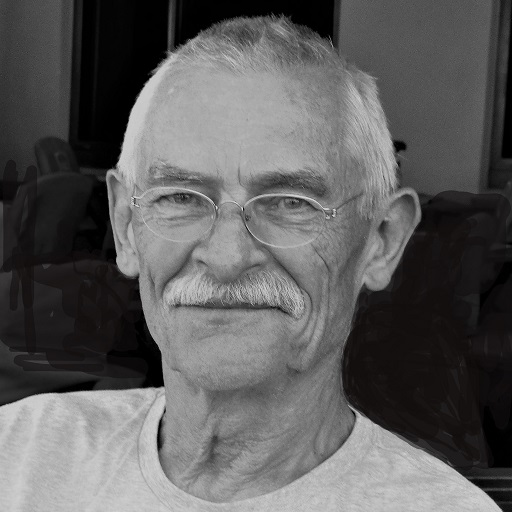
Jörn Pfennig, 2019

Jörn Pfennig (* 24. Juni 1944 in Breslau) ist mit über einer Million verkaufter Gedichtbände ein erfolgreicher deutscher Lyriker sowie Jazzmusiker (Klarinette und Saxophon).

## Werdegang
Jörn Pfennig wuchs in Tübingen auf, studierte in München Theaterwissenschaft und war dort in verschiedenen künstlerischen Bereichen aktiv – nicht nur in der Theaterszene, sondern auch als Jazzmusiker und als Liedermacher (LP Erwin der Stier 1969, LP Liederspenstig 1974).
1979 erschien sein erster Gedichtband Grundlos zärtlich, der ein Verkaufserfolg wurde. Weitere Buchveröffentlichungen (Lyrik und Prosa) folgten. Seine Bücher erschienen zunächst im Schneekluth Verlag, dann bei Goldmann und später bei Heyne. Als Heyne von Bertelsmann übernommen wurde, beendete Pfennig die Zusammenarbeit.
Seit 2009 wurden seine Bücher neu veröffentlicht bei Edition Talberg.

## Werke
- Grundlos zärtlich, Gedichte, 1979
- Hand aufs Hirn, Gedichte, 1981
- Abschied von der Männlichkeit, 'Eigener Bericht', 1982
- Keine Angst Dich zu verlieren, Gedichte, 1984
- Das nicht gefundene Fressen, Erzählung, 1989
- Verlass dich nicht, Gedichte, 1989
- Kopfsprünge – Herzsprünge, Gedichte, 1993
- Liebeslänglich, Ausgewählte Gedichte, 1995
- Das Lesebuch, Geschichten, Gedichte, Bilder u. a., 2010
- Mensch, Deutschland!, 'Eine lyrische Zeitreise', 1987/2017